# San Pietro di Morubio
San Pietro di Morubio és un comune (municipi) de la província de Verona, a la regió italiana del Vèneto, situat a uns 90 quilòmetres a l'oest de Venècia i a uns 30 quilòmetres al sud-est de Verona.
A 1 de gener de 2020 la seva població era de 3.030 habitants.
San Pietro di Morubio limita amb els següents municipis: Angiari, Bovolone, Cerea, Isola Rizza i Roverchiara.